# Sant Jaume de Vallhonesta
Sant Jaume de Vallhonesta és un conjunt monumental protegit com a BCIL (Bé Cultural d'Interès Local) al municipi de Sant Vicenç de Castellet. Està format per l'emita d'origen romànic, ja documentada a finals del segle xiii, ben conservada, encara que transformada amb posterioritat, i les ruïnes de l'hostal.
Es troba dins del Parc Natural de Sant Llorenç del Munt i l'Obac, a uns a 485 m, dalt la carena, al costat del camí ral de Barcelona a Manresa. Fins a l'any 1836 formava part de l'antic municipi de Vallhonesta, ja que aquest any es va annexar al terme de Sant Vicenç de Castellet.

## L'Hostal
Fou un dels tres més importants que hi hagué al camí ral de Barcelona a Manresa, juntament amb el de la Barata, a Matadepera, i l'hostal del Pont de Vilomara, al costat del pont. Amb la construcció de la carretera de Can Maçana, que enllaçava Manresa amb la carretera nacional de Barcelona a Madrid, a mitjans del segle xix, i l'arribada del ferrocarril de Barcelona a Saragossa a Manresa el 1859, el camí ral va anar entrant en desús.
Encara que l'ermita ja surt documentada a finals segle xiii com a Sant Jaume de l'Herm, per ara els primers documents coneguts sobre l'hostal són del segle xiv.
Entre meitat del segle xvi i meitat del segle xvii, el camí ral i el coll de Daví foren focus importants del bandolerisme, amb robatoris i assassinats, afectant també als voltants de Sant Jaume 
Amb la implantació del cadastre dels Borbons, després de la Guerra de Successió, coneixem com eren moltes d'aquestes masies, els principals cultius i la ramaderia, ja que pagaven impostos en funció del que tenien. Així és com amb el cadastre de 1741 a Sant Jaume de Vallhonesta es documentaven 70 mules, la qual cosa ens demostra la importància de l'indret en quant a criar d'aquest bestiar que hauria portar importants beneficis en uns moments en què en faltava pel transport de viatgers i de mercaderies, i per les activitats preindustrials. De fet, un dels elements que impressiona l'hostal són les seves immenses quadres. Al segle xix la vinya i el vi van substituir aquesta explotació ramadera, ja que deuria donar més rendiment econòmic.
Durant la Guerra del Francès (1808-1812) va fer de caserna militar, de centre coordinador de la defensa del camí ral i dels seus municipis propers. Així és com el dia 4 d'abril de 1810, les tropes franceses, després d'atacar Manresa i ser perseguides per sometens i tropa, van fugir, entre les dotze i l'una de la nit pel camí ral del Coll de Daví, tot passant per la Culla i el pont de Vilomara en direcció cap a la Barata. A l'altura de Sant Jaume, segons ens explica l'historiador i arxiver manresà Joaquim Sarret, es van fer presoners 260 soldats francesos, entre els quals hi havia 20 ferits dels quals 9 eren oficials. En un altre moment, a finals de febrer de 1811, els francesos van cremar l'hostal, però no es van veure afectades les voltes de pedra de la planta baixa, però sí les parts superiors del conjunt que es van haver de construir de nou.
A la Segona Guerra Carlina (1846-1849), l'any 1848, al voltant de Sant Jaume i els Hostalets de Daví, hi hagué importants enfrontaments de carlins i republicans contra l'exèrcit governamental.
Durant la postguerra, després de la guerra civil (1936-1939), Sant Jaume de Vallhonesta també va ser testimoni de l'activitat dels maquis, molt presents als paratges del Bages sud i en zones boscoses. De fet el bosc i els paratges feréstecs han estat indret de refugi de guerrillers, bandolers i carlins.
El mas va estar en funcionament fins a mitjans del segle xx, però després en ser abandonat, i treure-li les teules que algú aprofità, el seu deteriorament va ser molt ràpid. També l'afectà l'important incendi dels paratges de l'entorn que es va produir el 1985. De les ruïnes, es pot identificar l'era, els portals d'accés (un en direcció Manresa i l'altre cap a Barcelona), les cisternes, tines, un molí d'oli, un forn o les quadres amb les seves voltes a la planta baixa.